# سیارک ۱۲۸۵
سیارک ۱۲۸۵ (به انگلیسی: 1285 Julietta، نامگذاری:1933QF) هزار و دویست و هشتاد و پنجمین سیارک کشف شده‌است که در ۲۱ اوت ۱۹۳۳ کشف شد.
قدر مطلق سیارک برابر ۱۰٫۶۰ است.